# Boscarla de Saipan
La boscarla de Saipan (Acrocephalus hiwae) és una espècie d'ocell de la família dels acrocefàlids (Acrocephalidae) que habita canyars i boscos de les illes Saipan i Almagan, a les Carolines.